# Brokeback Mountain
Brokeback Mountain er en amerikansk film fra 2005 baseret på en novelle af Annie Proulx, og instrueret af Ang Lee. Filmen handler om to cowboys som indleder et homoseksuelt forhold under en overvintring på Brokeback Mountain, og hvordan denne vinter påvirker deres liv de næste tyve år. Heath Ledger og Jake Gyllenhaal spiller hovedrollerne.

## Handling
Historien handler om Ennis del Mar (Ledger) og Jack Twist (Gyllenhaal), to unge mænd som skal passe en flok får sammen på Brokeback Mountain i 1963. Under arbejdet forelsker de sig, og indleder et seksuelt forhold. Efter de er færdige med arbejdet drager de i hver sin retning. Del Mar gifter sig med Alma (Williams), og Twist flytter til Texas, hvor han gifter sig med Lureen (Hathaway).

Men de fortsætter med at tage ture til bjerget sammen. Twist siger han vil skabe et liv med del Mar, men del Mar bliver fortsat plaget af minder fra sin barndom om en mand som blev dræbt fordi man troede han var homoseksuel. Derudover vil han heller ikke gå fra sin kone (selv om de senere bliver skilt) og sine to døtre.

## Indspilning
Filmen blev indspillet i løbet af sommeren 2004 i Alberta i Canada. Lee valgte Alberta fordi landskabet minder om det i Wyoming, hvor handlingen foregår. Derudover kostede det mindre at lave filmen der end det ville have gjort i USA. Samtidigt var det lettere at finde villige produktionsselskaber i Canada.

## Modtagelse
Filmen blev positivt modtaget af både kritikere og publikum, og i februar 2006 havde den indspillet over $63 millioner i Nordamerika og $40 millioner i resten af verden. Dette gør den til en stor succes set i forhold til budgettet på $14 millioner.
Filmen er dog blevet mødt med fordømmelse og negative reaktioner særligt fra den katolske kirke og konservative organisationer på grund af dens tema. 

## Medvirkende
- Heath Ledger – Ennis Del Mar
- Jake Gyllenhaal – Jack Twist
- Anne Hathaway – Lureen Newsome
- Michelle Williams – Alma
- Randy Quaid – Joe Aguirre
- Anna Faris – LaShawn Malone

## Priser og nomineringer
| Oscar-statuetter: - Bedste instruktør – Ang Lee - Bedste filmatisering – Larry McMurtry og Diana Ossana - Bedste musik – Gustavo Santaolalla Øvrige Oscar-nomineringer: - Bedste film - Bedste mandlige hovedrolle – Heath Ledger - Bedste mandlige birolle – Jake Gyllenhaal - Bedste kvindelige birolle – Michelle Williams - Bedste fotografering – Rodrigo Prieto Golden Globe-priser: - Bedste instruktør – Ang Lee - Bedste filmsang – A Love That Will Never Grow Old Gustavo Santaolalla og Bernie Taupin - Bedste dramafilm - Bedste manuskript – Larry McMurtry og Diana Ossana Øvrige Golden Globe-nomineringer: - Bedste mandlige hovedrolle i drama – Heath Ledger - Bedste kvindelige birolle – Michelle Williams - Bedste filmmusik – Gustavo Santaolalla | British Film Awards: - Bedste film - David Lean Award for instruktion – Ang Lee - Bedste mandlige birolle – Jake Gyllenhaal - Bedste filmatisering – Larry McMurtry og Diana Ossana Øvrige nomineringer: - Bedste mandlige hovedrolle – Heath Ledger - Bedste kvindelige birolle – Michelle Williams - Anthony Asquith Award for filmmusik – Gustavo Santaolalla - Bedste fotografering – Rodrigo Prieto - Bedste klipning – Geraldine Peroni og Dylan Tichenor |